# Theatre of Hate
Theatre of Hate fu una post-punk band fondata in Inghilterra nel 1980 e attiva fino al 1983.
Guidata da Kirk Brandon, voce del gruppo ed ex componente della punk band The Pack, la formazione originaria consisteva in Steve Guthrie alla chitarra, Stan Stammers al basso, John Lennard al sassofono e Luke Rendle alla batteria.

## L'inizio

### The Pack: Le origini della band
I Pack furono il progetto iniziale di K. Brandon: fondati nel 1978 seguivano l'ondata punk rock iniziata dai Sex Pistols. La formazione prevedeva K. Brandon come voce, Simon Werner alla chitarra, Jonathan Werner al basso e Jim Walker alla batteria. La band pubblicò due singoli nel 1979 prima di mutare il nome in Theatre of Hate.

### 1980: I Theatre of Hate
Nel 1980 i Pack cambiarono nome in Theatre of Hate e Luke Rendle sostituì Walker alla batteria.
Il nome fu ispirato da Theatre of cruelty, denominazione estrapolata da Theatre and its double, libro  di Antoin Artaud, che definiva in questo modo le reazioni emotive della gente: 
Il cantante dei Theatre of Hate, K. Brendon, scelse appositamente questo nome dichiarando di voler provocare ai londinesi la stessa reazione con la sua musica.
Il primo singolo, Original Sin, fu pubblicato nel novembre 1980 raggiungendo il 5# posto nell'Uk Indie Chart. Dopo l'uscita del primo lavoro avvenne un'ulteriore cambiamento della line-up: Simon e Jonathan Werner furono sostituiti da Jamie Stuart e Steve Guthrie.
Nel 1981 registrarono il loro primo LP live He Who Dares Wins Live at the Warehouse Leeds dopo il quale Steve Guthrie lasciò il gruppo.
Seguì un altro album estrapolato da un concerto, Live at the Lyceum, prima che i Theatre of Hate entrarono in studio di registrazione prodotti da Mick Jones, cantante dei Clash. Il 19 febbraio 1982 Westworld entrò nella UK Top 20.
Dopo poco che l'album fu registrato Billy Duffy entrò nella band come chitarrista e Nigel Preston sostituì Luke Rendle alla batteria. Dalla registrazione di  Westworld Brandon era rimasto ad essere l'unico membro originario dei Theatre of Hate: Stan Stammers divenne bassista e John Boy Lennard il sassofonista.
Nonostante i continui cambi di formazione Westworld si posizionò al 17# posto nell'uk Album Charts mentre il singolo Do you believe in the Westworld? entrò tra i  Top 40 single.
Nel febbraio del 1982 i Theatre of Hate pubblicarono un altro live album intitolato  He who dares wins: Live in Berlin, dopo il quale Billy Duffy abbandonò la band per entrare nei Death Cult.
Lo stesso anno i Theatre of Hate si sciolsero e Brandon e Strammer entrarono a far parte dei Spear of Destiny.
"Revolution", una compilation pubblicata dopo lo scioglimento del gruppo, resto per tre settimane nell'Uk Album Charts.
Nel 1991 i Theatre of Hate si riformarono per 8 tour durante i quali parteciparono alcuni membri originari come Brandon, Stammers e John Lennard mentre alla batteria e alla chitarra rispettivamente Pate Barnacle e Mark 'Gemini' Thwaite.
Nel luglio/agosto 1994 registrarono Retribution che fu però pubblicato non prima del 1996, anno del 25 anniversario di Westworld.

## Discografia

### Album studio
- Westworld (1982) (UK #17)
- Ten Years After (released 1993)
- Retribution (released 1996)
- Aria of the Devil (released 1998)

### Live
- He Who Dares Wins (1981)
- Live At The Lyceum (1981)
- He Who Dares Wins: Live In Berlin (1982) (UK Indie #3)
- Original Sin Live (1982, released 1985) (UK Indie #12)
- Love is a Ghost (live 14/6/1981) (2000)

### Compilations
- Revolution (1984) (UK #67, UK Indie #1)
- Ten Years After (1993)
- The Complete Singles Collection (1995)
- Theatre of Hate Act 1 (1998) (combines Revolution and Live in Sweden)
- Theatre of Hate Act 2 (1998) (combines Ten years After and He Who Dares Wins)
- Theatre of Hate Act 3 (1998) (combines Retribution and Bingley Hall)
- Theatre of Hate Act 4 (1998) (combines The Sessions and Live at the Astoria)
- Theatre of Hate Act 5 (1998) (combines The Singles and He Who Dares Wins)
- The Best of Theatre of Hate (2000)

### Discografia come The Pack

#### Albums
- The Pack Live (live album, registrato nel 1979, pubblicato nel 1982 solo su cassetta)

Dead Ronin (compilation, 2000)

#### Singoli
- "Brave New Soldiers"/"Heathen" 1979
- "King of Kings November 1979
- "Kirk Brandon & The Pack of Lies" EP 1980
- "Long Live the Past E.P." Aprile 1982